# HD 91324
HD 91324 là tên của một hệ sao đôi nằm trong một chòm sao phương nam tên là Thuyền Phàm. Với cấp sao biểu kiến là 4,89, ta có thể nhìn thấy nó bằng mắt thường. Để có thể nhìn thấy nó rõ ràng nhất, ta cần có một vị trí cách xa thành thị (do sự ô nhiễm ánh sáng đã làm hạn chế tầm nhìn) và điều kiện thời tiết tốt. Giá trị thị sai của nó là 45,6 mas, nghĩa là khoảng cách của nó với chúng ta là khoảng xấp xỉ 71,5 năm ánh sáng. Hiện tại, nó đang di chuyển ra xa chúng ta với vận tốc là 21 km/s.
Ngôi sao thứ nhất là một ngôi sao có độ kim loại thấp, loại F, nằm trong dãy chính với quang phổ thuộc loại F9V Fe-0.8 CH-0.7. Hậu tố của nó cho thấy nơi quang phổ của nó thiếu đi sắt và methin. Tuổi của nó là khoảng xấp xỉ 3,5 tỉ năm và đang tự quay với vận tốc 9 km/s. Khối lượng của nó là khoảng 1,18 lần khối lượng mặt trời và bán kính gấp 1,86 lần bán kính mặt trời. Nó phát ra ánh sáng hay tỏa năng lượng gấp 4,55 lần mặt trời với nhiệt độ hiệu dụng nơi quang cầu là 6127 Kelvin.
Một ngôi sao khác mờ hơn ngôi sao trên được định danh là 2MASS J10313234–5338010 được cho là có thể là ngôi sao thứ hai trong hệ sao đôi HD 91324. Điều này được khẳng định dựa trên việc chúng có cùng chuyển động riêng. Cà hai cách nhau 309" hay 6700 đơn vị thiên văn và phép đo sáng cho thấy nó là một sao lùn đỏ với quang phổ loại M5 hoặc M6.

## Dữ liệu hiện tại
Theo như quan sát, đây là hệ sao đôi nằm trong chòm sao Thuyền Phàm và dưới đây là một số dữ liệu khác:
- Xích kinh 10h 31m 21.82130s[3]
- Độ nghiêng −53° 42′ 55.7373″[3]
- Cấp sao biểu kiến 4.89[2]
- Cấp sao tuyệt đối 3.20[2]
- Vận tốc hướng tâm +2137±020[3] km/s
- Loại quang phổ F9V Fe-0.8 CH-0.7[5]
- Giá trị thị sai 45,6124 +/- 0,1682 mas[3]